# GA Graphic
GA Graphic（ジーエー・グラフィック）は、ソフトバンククリエイティブ（現・SBクリエイティブ）が運営していた萌え系・ホビー系中心のニュースサイト。2000年11月1日開設。2012年7月31日閉鎖。
「GA」はgraphic artの略。

## 沿革
2000年、ZDNet JAPAN（当時）内のコンピュータゲーム情報サイト・GAMESPOT JAPAN（現在のGAMESPOT JAPANとは無関係）のオリジナルコンテンツとしてオープン。当初はオリジナルの壁紙やウェブコミック・小説などを掲載していたが、GAMESPOT JAPANがSOFTBANK GAMESへリニューアルした際にゲームとは直接関係の無いフィギュアなどの情報を扱うようになる。
2004年1月、ソフトバンクがZiff Davisとの資本提携を解消した関係でZDNet JAPANはITmediaへリニューアル、さらに2005年1月からITmediaが扱っていたゲーム情報はITmedia Games（現+D Games）へ移管されることとなり、ソフトバンクパブリッシングを運営主体とするSOFTBANK GAMESは2004年末を以て更新を終了。これに伴いGA Graphicも一旦、閉鎖されるが2005年5月30日、ソフトバンクパブリッシング主導でITmediaと切り離す形により「ga.sbpnet.jp」ドメインで更新を再開する。
2005年10月、ソフトバンクパブリッシングがソフトバンク・メディア・アンド・マーケティング他と合併しソフトバンククリエイティブになったことからドメインを「ga.sbcr.jp」へ移転。
2012年7月一杯をもってサイトを閉鎖。その後、GA Graphicが出版する書籍を中心に、ホビーニュースを紹介するマスターファイルブログ (MasterFileblog) へ移行した。

## 主要コンテンツ
- GA文庫 - GA文庫（2006年1月創刊）の新刊情報。
- G-TOYS - プラモデル・ラジコン関係のニュース。
- GA NEWS - フィギュアやキャラクター商品、オンラインゲーム、イベントレポートなど。
- GA WALL DOWNLOAD - オリジナル壁紙配布。オープン以来続いている。

## 出版

### マスターファイルシリーズ
アニメやゲームに登場する架空メカの設定考察ムック
- ヴァリアブルファイター・マスターファイル - 「マクロスシリーズ」のヴァリアブルファイター
- マスターアーカイブ - 「ガンダムシリーズ」のモビルスーツ
- エースコンバット アサルト・ホライゾン マスターファイル ASF-X震電II
- マスターファイル メタルアーマー・ドラグナー

### ビジュアルマスターファイル
実在機の写真集
- ビジュアル・マスターファイル F-14トムキャット